# Delias gabia
Delias gabia is een vlindersoort uit de familie van de Pieridae (witjes), onderfamilie Pierinae.
Delias gabia werd in 1832 beschreven door Boisduval.